# Agnetha Fältskogs bästa
Agnetha Fältskogs bästa (Il meglio di Agnetha Fältskog) è una raccolta delle canzoni della cantante degli ABBA Agnetha Fältskog, pubblicato nel 1973 per riempire il periodo intercorrente tra l'album precedente in svedese (När en vacker tanke blir en sång, del 1971) e quello seguente, Elva kvinnor i ett hus, sempre in svedese, la cui pubblicazione fu ritardata fino al 1975 come conseguenza dell'inatteso successo del quartetto formato da Björn Ulvaeus, Benny Andersson, Agnetha Fältskog & Anni-Frid Lyngstad nel 1973, e della vittoria all'Eurofestival dell'anno successivo con il brano Waterloo.
L'album contiene i maggiori successi della cantante fino a quel momento, compreso il singolo d'esordio Jag var så kar e l'inedito En sång om sorg och glädje.

## Lista tracce
Lato A
1. Jag var så kär (da Agnetha Fältskog, 1967) – 3:19 (Agnetha Fältskog)
2. Utan dej mitt liv går vidare (da Agnetha Fältskog, 1968) – 2:48 (A. Fältskog)
3. Allting har förändrat sej (da Agnetha Fältskog, 1968) – 3:10 (Karl Gerhard Lundkvist)
4. Zigenarvän (da Agnetha Fältskog vol.2, 1969) – 2:56 (testo: Bengt Haslum – musica: A. Fältskog)
5. Om tårar vore guld (da Som jag är, 1970) – 3:30 (A. Fältskog)

Lato B
1. Många gånger än (da När en vacker tanke blir en sång, 1971) – 2:37 (testo: Peter Himmelstrand – musica: A. Fältskog)
2. Dröm är dröm, och saga saga (versione svedese di Era bello il mio ragazzo di Anna Identici, da När en vacker tanke blir en sång, 1971) – 3:24 (testo: Stig Anderson – musica: Gianluigi Guarnieri, Pier Paolo Preti)
3. Vart ska min kärlek föra (versione svedese di I Don't Know How to Love Him, singolo del 1972) – 3:10 (testo: Britt G. Hallqvist – musica: Andrew Lloyd Webber)
4. Så glad som dina ögon (singolo del 1972) – 3:01 (testo: Kenneth Gärdestad – musica: A. Fältskog)
5. En sång om sorg och glädje (cover di Union Silver dei Middle of the Road, inedito) – 3:50 (testo: S. Anderson – musica: Mario Capuano, Giosy Capuano)
6. Vi har hunnit fram till refrängen (versione svedese di Our Last Song Together di Neil Sedaka, inedito) – 4:08 (testo: S. Anderson – musica: Neil Sedaka, Howard Greenfield)